# Persone di nome William/Attori
| Questa pagina contiene informazioni ricavate automaticamente dalle voci biografiche con l'ausilio del template Bio e di un bot. L'aggiornamento è periodico e automatico e ricostruisce completamente la pagina. Se manca una persona in questa lista, sei pregato di non aggiungerla, ma accertati piuttosto che la sua voce biografica contenga il template Bio e che i dati anagrafici siano correttamente compilati. Se il template Bio manca, inseriscilo tu stesso o, in alternativa, metti l'avviso {{tmp\|Bio}} che ne segnala la mancanza. Se i dati riportati sono sbagliati, correggi direttamente la voce biografica; le modifiche saranno visibili in questa lista entro pochi giorni. Per chiarimenti vedi il progetto antroponimi. La lista contiene solo le 256 persone che sono citate nell'enciclopedia e per le quali è stato implementato correttamente il template Bio. Pagina aggiornata al 6 ago 2025. |

Questa è una lista di persone presenti nell'enciclopedia che hanno il nome William e sono attori.

## A(5)
- William Abadie, attore francese (Saint-Raphaël, n. 1977)
- William Allen Young, attore statunitense (Washington, n. 1954)
- Will Arnett, attore, doppiatore e comico canadese (Toronto, n. 1970)
- William Atherton, attore statunitense (Orange, n. 1947)
- William Austin, attore britannico (Georgetown, n. 1884 - Newport Beach, † 1975)

## B(27)
- King Baggot, attore, regista e sceneggiatore statunitense (St. Louis, n. 1879 - Los Angeles, † 1948)
- William Bailey, attore statunitense (Omaha, n. 1886 - Hollywood, † 1962)
- Stanley Baker, attore britannico (Ferndale, n. 1928 - Malaga, † 1976)
- William Bakewell, attore statunitense (Los Angeles, n. 1908 - Los Angeles, † 1993)
- William Baldwin, attore e ex modello statunitense (Massapequa, n. 1963)
- Billy Barty, attore statunitense (Millsboro, n. 1924 - Glendale, † 2000)
- William Bassett, attore statunitense (Evanston, n. 1935 - Los Angeles, † 2025)
- William Bendix, attore statunitense (New York, n. 1906 - Los Angeles, † 1964)
- William Berger, attore austriaco (Innsbruck, n. 1928 - Los Angeles, † 1993)
- Willie Best, attore statunitense (Sunflower, n. 1913 - Woodland Hills, † 1962)
- William Black, attore statunitense (Irvington, n. 1871)
- Stanley Blystone, attore statunitense (Eau Claire, n. 1894 - Hollywood, † 1956)
- Elmer Booth, attore statunitense (Los Angeles, n. 1882 - Los Angeles, † 1915)
- William Boyd, attore statunitense (Hendrysburg, n. 1895 - Laguna Beach, † 1972)
- William Boyett, attore statunitense (Akron, n. 1927 - Mission Hills, † 2004)
- William Bramley, attore statunitense (New York, n. 1928 - Los Angeles, † 1985)
- Will Brittain, attore statunitense (Shreveport, n. 1990)
- Bill Brochtrup, attore statunitense (Inglewood, n. 1963)
- William Bryant, attore statunitense (Detroit, n. 1924 - Woodland Hills, † 2001)
- Billy Bryk, attore canadese (n. 1999)
- William Buckley, attore statunitense
- Jake Busey, attore, musicista e produttore cinematografico statunitense (Los Angeles, n. 1971)
- Gary Busey, attore statunitense (Goose Creek, n. 1944)
- William J. Butler, attore irlandese (Irlanda, n. 1860 - New York, † 1927)
- William Butler, attore, regista e truccatore statunitense
- Romaine Fielding, attore, regista e sceneggiatore statunitense (Bowling Green, n. 1867 - Hollywood, † 1927)
- William Holden, attore statunitense (O'Fallon, n. 1918 - Santa Monica, † 1981)

## C(17)
- Billy Campbell, attore statunitense (Charlottesville, n. 1959)
- William Campbell, attore statunitense (Newark, n. 1923 - Woodland Hills, † 2011)
- William T. Carleton, attore britannico (n. 1859 - St. John's, † 1930)
- William P. Carleton, attore inglese (Londra, n. 1872 - Hollywood, † 1947)
- Matt Cavenaugh, attore e cantante statunitense (Jonesboro, n. 1978)
- William Challee, attore statunitense (Chicago, n. 1904 - Woodland Hills, † 1989)
- William Ching, attore statunitense (Saint Louis, n. 1913 - Tustin, † 1989)
- William Clifford, attore statunitense (Cincinnati, n. 1877 - Los Angeles, † 1941)
- William Conklin, attore statunitense (Brooklyn, n. 1872 - Hollywood, † 1935)
- Billy Connolly, attore, comico e musicista britannico (Glasgow, n. 1942)
- William Coryn, attore e doppiatore francese (Parigi, n. 1957)
- Nicholas Courtney, attore britannico (Il Cairo, n. 1929 - Londra, † 2011)
- William Cowper, attore inglese (Manchester, n. 1853 - † 1918)
- William H. Crane, attore statunitense (Leicester, n. 1845 - Hollywood, † 1928)
- Broderick Crawford, attore statunitense (Filadelfia, n. 1911 - Rancho Mirage, † 1986)
- Billy Crystal, attore, comico e cabarettista statunitense (New York, n. 1948)
- William Kirby Cullen, attore statunitense (Santa Ana, n. 1952)

## D(15)
- Willem Dafoe, attore statunitense (Appleton, n. 1955)
- William Robert Daly, attore e regista statunitense (Boston, n. 1872 - † 1935)
- William Daniels, attore statunitense (New York, n. 1927)
- William B. Davidson, attore statunitense (Dobbs Ferry, n. 1888 - Santa Monica, † 1947)
- William B. Davis, attore canadese (Toronto, n. 1938)
- William Stanford Davis, attore statunitense (Saint Louis, n. 1951)
- William DeMeo, attore statunitense (n. 1971)
- William Demarest, attore statunitense (Saint Paul, n. 1892 - Palm Springs, † 1983)
- William Desmond, attore irlandese (Dublino, n. 1878 - Los Angeles, † 1949)
- William Devane, attore statunitense (Albany, n. 1939)
- William C. Dowlan, attore e regista statunitense (Saint Paul, n. 1882 - Los Angeles, † 1947)
- Bill Duke, attore, regista e produttore cinematografico statunitense (Poughkeepsie, n. 1943)
- William Duncan, attore, regista e sceneggiatore scozzese (Dundee, n. 1879 - Hollywood, † 1961)
- Will Dunn, attore britannico (Hampshire, n. 1996)
- William deVry, attore canadese (Montréal, n. 1968)

## E(5)
- Jack Elam, attore statunitense (Miami, n. 1920 - Ashland, † 2003)
- William Elmer, attore statunitense (Council Bluffs, n. 1869 - Hollywood, † 1945)
- Bill Erwin, attore statunitense (Honey Grove, n. 1914 - Los Angeles, † 2010)
- Will Estes, attore statunitense (Los Angeles, n. 1978)
- William Eythe, attore statunitense (Mars, n. 1918 - Los Angeles, † 1957)

## F(16)
- Bill Fagerbakke, attore e doppiatore statunitense (Fontana, n. 1957)
- William Farnum, attore statunitense (Boston, n. 1876 - Hollywood, † 1953)
- William Faversham, attore inglese (Londra, n. 1868 - Long Island, † 1940)
- William Fawcett, attore statunitense (High Forest, n. 1894 - Sherman Oaks, † 1974)
- William Fay, attore e regista irlandese (Dublino, n. 1872 - Londra, † 1947)
- William Fichtner, attore statunitense (East Meadow, n. 1956)
- Todd Field, attore, regista e sceneggiatore statunitense (Pomona, n. 1964)
- William Finley, attore statunitense (Filadelfia, n. 1940 - New York, † 2012)
- Stink Fisher, attore e cuoco statunitense (Cherry Hill, n. 1970)
- Billy Flynn, attore e produttore cinematografico statunitense (St. Francis, n. 1985)
- William Forrest, attore statunitense (Cambridge, n. 1902 - Santa Monica, † 1989)
- William Forsythe, attore statunitense (New York, n. 1955)
- James Fox, attore britannico (Londra, n. 1939)
- William Franklyn-Miller, attore e modello britannico (Plymouth, n. 2004)
- William Frawley, attore statunitense (Burlington, n. 1887 - Los Angeles, † 1966)
- Will Friedle, attore, comico e doppiatore statunitense (Hartford, n. 1976)

## G(11)
- Clark Gable, attore statunitense (Cadiz, n. 1901 - Los Angeles, † 1960)
- Billy Crudup, attore statunitense (Manhasset, n. 1968)
- William Gao, attore britannico (South Crydon, n. 2003)
- Billy Gardell, attore e comico statunitense (Pittsburgh, n. 1969)
- Reginald Gardiner, attore inglese (Londra, n. 1903 - Los Angeles, † 1980)
- William Gargan, attore statunitense (Brooklyn, n. 1905 - San Diego, † 1979)
- William Garwood, attore e regista statunitense (Springfield, n. 1884 - Los Angeles, † 1950)
- Bill Goldberg, attore, ex wrestler e ex giocatore di football americano statunitense (Tulsa, n. 1966)
- Bill Goodwin, attore statunitense (San Francisco, n. 1910 - Palm Springs, † 1958)
- Clu Gulager, attore e regista statunitense (Holdenville, n. 1928 - Los Angeles, † 2022)
- William Levy, attore e ex modello cubano (Cojímar, n. 1980)

## H(25)
- William Haines, attore e antiquario statunitense (Staunton, n. 1900 - Santa Monica, † 1973)
- William Hall Jr., attore statunitense (n. 1946 - † 2025)
- Brad Hall, attore, comico e regista statunitense (Santa Barbara, n. 1958)
- Billy Halop, attore statunitense (Queens, n. 1920 - Brentwood, † 1976)
- William Jackson Harper, attore statunitense (Dallas, n. 1980)
- William S. Hart, attore e regista statunitense (Newburgh, n. 1864 - Newhall, † 1946)
- William Hartnell, attore britannico (Londra, n. 1908 - Londra, † 1975)
- Hurd Hatfield, attore statunitense (New York, n. 1917 - Rathcormac, † 1998)
- William Hauber, attore statunitense (Brownsville, n. 1891 - † 1929)
- Will Hay, attore, comico e regista britannico (Stockton-on-Tees, n. 1888 - Londra, † 1949)
- Bill Hayes, attore e cantante statunitense (Harvey, n. 1925 - Los Angeles, † 2024)
- William Henry, attore statunitense (Los Angeles, n. 1914 - Los Angeles, † 1982)
- William Hickey, attore statunitense (New York, n. 1927 - New York, † 1997)
- William Holden, attore statunitense (Rochester, n. 1862 - Los Angeles, † 1932)
- William Hootkins, attore statunitense (Dallas, n. 1948 - Santa Monica, † 2005)
- William Hope, attore canadese (Montréal, n. 1955)
- Josh Hopkins, attore statunitense (Lexington, n. 1970)
- William Hopper, attore e militare statunitense (New York, n. 1915 - Palm Springs, † 1970)
- Wil Horneff, attore statunitense (Englewood, n. 1979)
- William Houston, attore britannico (Sussex, n. 1968)
- Billy Howle, attore britannico (Stoke-on-Trent, n. 1989)
- William Humphrey, attore e regista statunitense (Chicopee Falls, n. 1875 - Hollywood, † 1942)
- Bill Hunter, attore australiano (Ballarat, n. 1940 - Kew, † 2011)
- William Hurt, attore statunitense (Washington, n. 1950 - Portland, † 2022)
- William Hutchinson, attore scozzese (Edimburgo, n. 1869 - Los Angeles, † 1918)

## I(1)
- Bill Irwin, attore, comico e mimo statunitense (Santa Monica, n. 1950)

## J(3)
- Billy Jayne, attore statunitense (Queens, n. 1969)
- Bud Jamison, attore statunitense (Vallejo, n. 1894 - Hollywood, † 1944)
- William Winter Jefferson, attore statunitense (Londra, n. 1876 - Honolulu, † 1946)

## K(6)
- William Katt, attore statunitense (Los Angeles, n. 1951)
- Will Keen, attore britannico (Oxford, n. 1970)
- William Keighley, attore e regista statunitense (Filadelfia, n. 1889 - New York City, † 1984)
- Will Kemp, attore britannico (Hertfordshire, n. 1977)
- William Kendall, attore inglese (Londra, n. 1903 - † 1984)
- William Kircher, attore neozelandese (n. 1958)

## L(15)
- William Lampe, attore statunitense
- Bill Lancaster, attore e sceneggiatore statunitense (Los Angeles, n. 1947 - Los Angeles, † 1997)
- Sonny Landham, attore statunitense (Canton, n. 1941 - Lexington, † 2017)
- William Lanteau, attore statunitense (St. Johnsbury, n. 1922 - Los Angeles, † 1993)
- Joe Lara, attore, musicista e artista marziale statunitense (San Diego, n. 1962 - Smyrna, † 2021)
- Billy Laughlin, attore statunitense (San Gabriel, n. 1932 - La Puente, † 1948)
- Lance LeGault, attore statunitense (Chicago, n. 1935 - Los Angeles, † 2012)
- William Gregory Lee, attore statunitense (Virginia Beach, n. 1973)
- William Leslie, attore statunitense (Seagraves, n. 1925 - Apple Valley, † 2005)
- William Lloyd, attore inglese (n. 1851 - † 1928)
- Bill Lobley, attore, doppiatore e cabarettista statunitense (Bronxville, n. 1960)
- Carey Loftin, attore e stuntman statunitense (Blountstown, n. 1914 - Huntington Beach, † 1997)
- William Lucking, attore statunitense (Vicksburg, n. 1941 - Las Vegas, † 2021)
- William Lundigan, attore statunitense (Syracuse, n. 1914 - Duarte, † 1975)
- Will Lyman, attore e doppiatore statunitense (Burlington, n. 1948)

## M(27)
- William H. Macy, attore, sceneggiatore e produttore cinematografico statunitense (Miami, n. 1950)
- Billy Magnussen, attore statunitense (New York, n. 1985)
- William Mang, attore austriaco (Vienna, n. 1954)
- William Mapother, attore statunitense (Louisville, n. 1965)
- William Marshall, attore e regista statunitense (Gary, n. 1924 - Los Angeles, † 2003)
- William Marshall, attore e regista statunitense (Chicago, n. 1917 - Boulogne-Billancourt, † 1994)
- Will McCormack, attore, produttore cinematografico e sceneggiatore statunitense (Plainfield, n. 1974)
- Merrill McCormick, attore statunitense (Denver, n. 1892 - San Gabriel, † 1953)
- William McInnes, attore australiano (Redcliffe, n. 1963)
- Burr McIntosh, attore, scrittore e fotografo statunitense (Wellsville, n. 1862 - Los Angeles, † 1942)
- Bill McKinney, attore statunitense (Chattanooga, n. 1931 - Los Angeles, † 2011)
- William McNamara, attore, attivista e regista statunitense (Dallas, n. 1965)
- William Melling, attore britannico (Londra, n. 1994)
- Will Merrick, attore britannico (Ledbury, n. 1993)
- Billy Miller, attore e imprenditore statunitense (Tulsa, n. 1979 - Austin, † 2023)
- W. Chrystie Miller, attore statunitense (Dayton, n. 1843 - Staten Island, † 1922)
- William Miller, attore britannico (Hackney, n. 1996)
- Bill Milner, attore britannico (Surrey, n. 1995)
- Bill Minkin, attore e cantante statunitense (n. 1941)
- Beau Mirchoff, attore statunitense (Seattle, n. 1989)
- William V. Mong, attore, regista e sceneggiatore statunitense (Chambersburg, n. 1875 - Los Angeles, † 1940)
- William Collier, attore e commediografo statunitense (New York, n. 1866 - New York, † 1944)
- William Morris, attore statunitense (Boston, n. 1861 - Los Angeles, † 1936)
- William Moseley, attore britannico (Sheepscombe, n. 1987)
- Bill Moseley, attore statunitense (Barrington, n. 1951)
- William R. Moses, attore statunitense (Los Angeles, n. 1959)
- Bill Murray, attore e comico statunitense (Evanston, n. 1950)

## N(5)
- William Nadylam, attore francese (Montpellier, n. 1966)
- Liam Neeson, attore britannico (Ballymena, n. 1952)
- William Jøhnk Nielsen, attore danese (Hundested, n. 1997)
- Bill Nighy, attore britannico (Caterham, n. 1949)
- Bill Nunn, attore statunitense (Pittsburgh, n. 1953 - Pittsburgh, † 2016)

## O(1)
- William Shea, attore britannico (Dumfries, n. 1856 - Brooklyn, † 1918)

## P(14)
- Boris Karloff, attore britannico (Londra, n. 1887 - Midhurst, † 1969)
- Jerry Paris, attore e regista statunitense (San Francisco, n. 1925 - Los Angeles, † 1986)
- William Parsons, attore e produttore cinematografico statunitense (Middletown, n. 1878 - Los Angeles, † 1919)
- Will Patton, attore statunitense (Charleston, n. 1954)
- Will Peltz, attore statunitense (New York, n. 1986)
- Paul Petersen, attore e cantante statunitense (Glendale, n. 1945)
- William Petersen, attore, produttore cinematografico e produttore televisivo statunitense (Evanston, n. 1953)
- William Phipps, attore statunitense (Vincennes, n. 1922 - Santa Monica, † 2018)
- Brad Pitt, attore e produttore cinematografico statunitense (Shawnee, n. 1963)
- William Poel, attore e regista inglese (Londra, n. 1852 - Londra, † 1934)
- Will Poulter, attore britannico (Londra, n. 1993)
- William Powell, attore statunitense (Pittsburgh, n. 1892 - Palm Springs, † 1984)
- William Prince, attore statunitense (Nichols, n. 1913 - Tarrytown, † 1996)
- Bill Pullman, attore statunitense (Hornell, n. 1953)

## Q(1)
- Bill Quinn, attore statunitense (New York, n. 1912 - Camarillo, † 1994)

## R(14)
- William Ragsdale, attore, doppiatore e cantante statunitense (El Dorado, n. 1961)
- Claude Rains, attore e docente britannico (Londra, n. 1889 - Laconia, † 1967)
- Bill Henderson, attore e musicista statunitense (Chicago, n. 1926 - Los Angeles, † 2016)
- Bill Raymond, attore statunitense (San Francisco, n. 1938)
- William Redfield, attore statunitense (New York, n. 1927 - New York, † 1976)
- James Remar, attore statunitense (Boston, n. 1953)
- William Reynolds, attore statunitense (Los Angeles, n. 1931 - Wildomar, † 2022)
- William Roache, attore britannico (Basford, n. 1932)
- William Roerick, attore statunitense (Hoboken, n. 1911 - Monterey, † 1995)
- Wayne Rogers, attore statunitense (Birmingham, n. 1933 - Los Angeles, † 2015)
- Hayden Rorke, attore statunitense (Brooklyn, n. 1910 - Toluca Lake, † 1987)
- William Russ, attore statunitense (Portsmouth, n. 1950)
- William Russell, attore britannico (Sunderland, n. 1924 - † 2024)
- William Russell, attore, regista e sceneggiatore statunitense (New York, n. 1884 - Beverly Hills, † 1929)

## S(22)
- William Sadler, attore statunitense (Buffalo, n. 1950)
- Bill Sage, attore statunitense (New York, n. 1962)
- Willie Sanders, attore britannico (Liverpool, n. 1906 - Leeds, † 1990)
- William Sanderson, attore statunitense (Memphis, n. 1944)
- Will Sasso, attore, comico e conduttore televisivo canadese (Ladner, n. 1975)
- William Schallert, attore statunitense (Los Angeles, n. 1922 - Pacific Palisades, † 2016)
- Dwight Schultz, attore e doppiatore statunitense (Baltimora, n. 1947)
- William Lee Scott, attore statunitense (New York City, n. 1973)
- William Scott, attore statunitense (Minneapolis, n. 1893 - Los Angeles, † 1967)
- Atticus Shaffer, attore statunitense (Santa Clarita, n. 1998)
- Will Sharpe, attore, sceneggiatore e regista britannico (Londra, n. 1986)
- William Shatner, attore e regista canadese (Montréal, n. 1931)
- William E. Shay, attore statunitense (New York, n. 1866)
- William Morgan Sheppard, attore e doppiatore britannico (Londra, n. 1932 - Los Angeles, † 2019)
- William Shockley, attore statunitense (Lawrence, n. 1963)
- Andy Shuford, attore e militare statunitense (Helena, n. 1917 - Monteagle, † 1995)
- William Smith, attore statunitense (Columbia, n. 1933 - Los Angeles, † 2021)
- William Sorelle, attore canadese (Canada, n. 1877 - Tuolumne County, † 1944)
- William Squire, attore e doppiatore britannico (Neath, n. 1917 - Londra, † 1989)
- William Stowell, attore statunitense (Boston, n. 1885 - Elizabethville, † 1919)
- Will Swenson, attore e cantante statunitense (Provo, n. 1973)
- William Sylvester, attore statunitense (Oakland, n. 1922 - Sacramento, † 1995)

## T(7)
- William Talman, attore statunitense (Detroit, n. 1915 - Los Angeles, † 1968)
- William Tannen, attore statunitense (New York, n. 1911 - Woodland Hills, † 1976)
- William Tepper, attore, sceneggiatore e produttore cinematografico statunitense (Bronx, n. 1948 - † 2017)
- Bill Thornbury, attore e musicista statunitense (Kingsburg, n. 1952)
- William Tracy, attore statunitense (Pittsburgh, n. 1917 - Hollywood, † 1967)
- Wil Traval, attore australiano (Colac, n. 1980)
- William Tubbs, attore statunitense (Milwaukee, n. 1907 - Londra, † 1953)

## U(2)
- Billy Unger, attore statunitense (Contea di Palm Beach, n. 1995)
- William Utay, attore statunitense (Dallas, n. 1947)

## V(3)
- William Vail, attore e scenografo statunitense (San Antonio, n. 1950)
- William J. Vila, attore statunitense (Brooklyn, n. 1964)
- William Volpicella, attore italiano (Bari, n. 1983)

## W(12)
- William Wadsworth, attore statunitense (n. 1874 - New York, † 1950)
- Dennis Weaver, attore statunitense (Joplin, n. 1924 - Ridgway, † 2006)
- William Welsh, attore statunitense (Filadelfia, n. 1870 - Los Angeles, † 1946)
- William West, attore statunitense (Wheeling, n. 1856 - New York, † 1915)
- W. Earl Brown, attore e musicista statunitense (Murray, n. 1963)
- William Lebghil, attore e comico francese (Villeneuve-Saint-Georges, n. 1990)
- Billy Dee Williams, attore statunitense (New York, n. 1937)
- William A. Williams, attore cinematografico statunitense (Manheim, n. 1870 - Los Angeles, † 1942)
- William Windom, attore statunitense (New York, n. 1923 - Woodacre, † 2012)
- Billy Wirth, attore e ex modello statunitense (New York, n. 1962)
- William Worthington, attore e regista statunitense (Troy, n. 1872 - Beverly Hills, † 1941)
- Will Wright, attore statunitense (San Francisco, n. 1894 - Hollywood, † 1962)

## Z(2)
- Bill Smitrovich, attore statunitense (Bridgeport, n. 1947)
- William Zabka, attore, sceneggiatore e produttore cinematografico statunitense (New York, n. 1965)